# Ponana notula
Ponana notula är en insektsart som beskrevs av Fowler 1903. Ponana notula ingår i släktet Ponana och familjen dvärgstritar. Inga underarter finns listade i Catalogue of Life.